# Corybas smithianus
Corybas smithianus är en orkidéart som beskrevs av Rudolf Schlechter. Corybas smithianus ingår i släktet Corybas, och familjen orkidéer. Inga underarter finns listade i Catalogue of Life.